# Campeonato Mundial de Atletismo Júnior de 2010 - 1500 m masculino
A prova dos 1500 metros rasos masculino do Campeonato Mundial de Atletismo Júnior de 2010 ocorreu entre os dias 20 e 22 de julho em Moncton, no Canadá. 

## Recordes
Antes desta competição, os recordes mundiais e do campeonato nesta prova eram os seguintes:
|     | Nome               | Nacionalidade | Tempo   | Local       | Data                |
| --- | ------------------ | ------------- | ------- | ----------- | ------------------- |
| WJR | Cornelius Chirchir | Quênia        | 3:30.24 | Fontvieille | 19 de julho de 2002 |
| CR  | Abdalaati Iguider  | Marrocos      | 3:35.53 | Grosseto    | 15 de julho de 2004 |

## Medalhistas
| Ouro              | Prata                   | Bronze                 |
| Caleb Ndiku (KEN) | Abderrahmane Anou (ALG) | Mohamed Al-Garni (QAT) |

## Cronograma
Todos os horários são locais (UTC-4).
| Data        | Hora  | Evento        |
| ----------- | ----- | ------------- |
| 20 de julho | 11:00 | Eliminatórias |
| 22 de julho | 21:05 | Final         |

## Resultados

### Eliminatórias
As eliminatórias se iniciaram no dia 20 de julho ás 11:00. 
Bateria 1
| Posição | Atleta                 | Nacionalidade       | Tempo   | Notas               |
| ------- | ---------------------- | ------------------- | ------- | ------------------- |
| 1       | Mohamed Al-Garni       | Catar               | 3:41.99 | Q                   |
| 2       | Otmane Laaroussi       | Marrocos            | 3:43.27 | Q                   |
| 3       | Marcel Fehr            | Alemanha            | 3:43.80 | Q                   |
| 4       | Abderrahmane Anou      | Argélia             | 3:44.09 | q                   |
| 5       | Bryan Cantero          | França              | 3:44.45 | q                   |
| 6       | Henrik Ingebrigtsen    | Noruega             | 3:45.31 |                     |
| 7       | John Malette           | Canadá              | 3:45.57 |                     |
| 8       | Soresa Fida            | Etiópia             | 3:46.45 |                     |
| 9       | Levent Ates            | Turquia             | 3:48.29 |                     |
| 10      | Tarik Moukrime         | Bélgica             | 3:49.47 |                     |
| 11      | Moses Kibet            | Uganda              | 3:50.53 |                     |
| 12      | Darren McBrearty       | Irlanda             | 3:52.62 |                     |
| 13      | Homilzio dos Santos    | São Tomé e Príncipe | 4:19.35 |                     |
| 14      | Hillary Kipkorir Maiyo | Quênia              | DSQ     | Regra 163.2 da IAAF |

Bateria 2
| Posição | Atleta            | Nacionalidade  | Tempo   | Notas |
| ------- | ----------------- | -------------- | ------- | ----- |
| 1       | Mohamed Bensghir  | Marrocos       | 3:47.75 | Q     |
| 2       | Jonas Leandersson | Suécia         | 3:47.84 | Q     |
| 3       | Nemanja Cerovac   | Sérvia         | 3:47.86 | Q     |
| 4       | Samir Dahmani     | França         | 3:47.89 |       |
| 5       | Jeremy Rae        | Canadá         | 3:47.99 |       |
| 6       | Todd Wakefield    | Austrália      | 3:48.05 |       |
| 7       | Alex Cherop       | Uganda         | 3:48.14 |       |
| 8       | Bartosz Kowalczyk | Polónia        | 3:49.15 |       |
| 9       | George Preda      | Roménia        | 3:50.34 |       |
| 10      | Timo Benitz       | Alemanha       | 3:50.47 |       |
| 11      | Ratlale Mokone    | África do Sul  | 3:50.79 |       |
| 12      | Elias Gedyon      | Estados Unidos | 3:52.44 |       |
| 13      | Evandro Maciel    | Brasil         | 3:53.55 |       |
| 14      | Cephas Nyimbili   | Zâmbia         | 3:58.99 |       |

Bateria 3
| Posição | Atleta           | Nacionalidade  | Tempo   | Notas |
| ------- | ---------------- | -------------- | ------- | ----- |
| 1       | Caleb Ndiku      | Quênia         | 3:42.32 | Q     |
| 2       | Alberto Imedio   | Espanha        | 3:42.62 | Q     |
| 3       | Brett Robinson   | Austrália      | 3:43.67 | Q     |
| 4       | Paul Robinson    | Irlanda        | 3:44.04 | q     |
| 5       | Damian Roszko    | Polónia        | 3:44.60 |       |
| 6       | Peter Callahan   | Estados Unidos | 3:45.04 |       |
| 7       | Miguel Moreira   | Portugal       | 3:46.46 |       |
| 8       | Harry Ellis      | Reino Unido    | 3:46.83 |       |
| 9       | Hamada Mohamed   | Egito          | 3:47.05 |       |
| 10      | Kemoy Campbell   | Jamaica        | 3:47.47 |       |
| 11      | Saddam Zergui    | Argélia        | 3:49.27 |       |
| 12      | Yves Sikubwabo   | Ruanda         | 3:50.15 |       |
| 13      | Harold Lamour    | Haiti          | 4:13.93 |       |
| 14      | Zebene Alemayehu | Etiópia        | DNF     |       |

### Final
A prova final foi realizada no dia 22 de julho ás 21:05. 
| Posição           | Atleta            | Nacionalidade | Tempo   | Notas |
| ----------------- | ----------------- | ------------- | ------- | ----- |
| Medalha de ouro   | Caleb Ndiku       | Quênia        | 3:37.30 |       |
| Medalha de prata  | Abderrahmane Anou | Argélia       | 3:38.86 |       |
| Medalha de bronze | Mohamed Al-Garni  | Catar         | 3:38.91 |       |
| 4                 | Mohamed Bensghir  | Marrocos      | 3:39.97 |       |
| 5                 | Alberto Imedio    | Espanha       | 3:41.82 |       |
| 6                 | Marcel Fehr       | Alemanha      | 3:42.72 |       |
| 7                 | Otmane Laaroussi  | Marrocos      | 3:43.75 |       |
| 8                 | Brett Robinson    | Austrália     | 3:44.06 |       |
| 9                 | Paul Robinson     | Irlanda       | 3:44.56 |       |
| 10                | Bryan Cantero     | França        | 3:44.61 |       |
| 11                | Nemanja Cerovac   | Sérvia        | 3:46.23 |       |
| 12                | Jonas Leandersson | Suécia        | 3:49.91 |       |

Legenda
| Recorde mundial       | Recorde mundial (World record)               |                       | Recorde africano                      | Recorde africano (African) |                                           | Q | Classificado por posição (Qualified) |
| Recorde do campeonato | Recorde do campeonato (Championship record)  | Recorde da América    | Recorde da América (Americas)         | q                          | Classificado por melhor tempo (Qualified) |   |                                      |
| Melhor marca do ano   | Melhor marca do ano (World leading)          | Recorde asiático      | Recorde asiático (Asian)              | DNS                        | Não largou (Did not start)                |   |                                      |
| Recorde nacional      | Recorde nacional (National record)           | Recorde europeu       | Recorde europeu (European)            | DNF                        | Não terminou (Did not finish)             |   |                                      |
| Recorde pessoal       | Recorde pessoal do atleta (Personal best)    | Recorde da Oceania    | Recorde da Oceania (Oceania)          | DSQ / DQ                   | Desclassificado (Disqualified)            |   |                                      |
| Recorde da temporada  | Recorde da temporada do atleta (Season best) | Recorde sul-americano | Recorde sul-americano (South America) | NM                         | Sem marca (No mark)                       |   |                                      |